# Nana Visitor
Nana Visitor, nascida Nana Tucker, (Nova Iorque, 26 de julho de 1957) é uma atriz norte-americana, cujo papel de maior destaque foi o da major (depois Coronel) Kira Nerys, na telessérie Star Trek: Deep Space Nine. Começou a carreira na Broadway; sua estréia no cinema foi com o filme The Sentinel (1977). Também participou de Sexta-feira 13 (2009),  Ted 2 (2015), A Inquilina (2011) e Battlestar Galactica (2009) como Emily Kowalski.
Em 1994, divorciou-se de Nick Miscusi, com quem teve um filho, Buster. Em 1997, casou-se com Alexander Siddig, seu colega de Star Trek, com quem teve Django. Divorciada em 2001, casou-se com Matthew Rimmer em 2003.
Após o término de Star Trek: Deep Space Nine, voltou à Broadway para interpretar Roxie Carmichael no musical Chicago. Também apareceu em seriados como Dark Angel, Frasier, Las Vegas e Wildfire.